# Harry Hole
Harry Hole je hlavní postavou ze série kriminálních románů sepsaných norským autorem Joem Nesbøem. Hole je brilantní a hnavý detektiv s netradičnímí metodami, klasický „sólový hráč“ mezi policejními silami. Kritici přirovnávají osobnost Harryho Hola k některým ostatním slavným literárním detektivům: Sherlock Holmes, Hercule Poirot, Jules Maigret, a Nero Wolfe.

## Charakter
Harry Hole je policejní důstojník Osloské kriminální policie. Narodil se roku 1965 a má mladší sestru trpící Downovým syndromem, ke které má velmi dobrý vztah a často se s ní setkává. Jeho matka, která byla mimo jiné potomkem Sámů, zemřela na rakovinu, když bylo Harrymu dvacet let, a nikdy neměl příliš blízký vztah ke svému otci Olavovi, který byl učitelem. Hole je svobodný, ale během série jedenácti románů míval blízké vztahy s nespočtem žen. V každém případě má ale pár velmi blízkých přátel. Hole si dělal často nepřátele i mezi svými kolegy z práce, kteří ho přesto, i nadále, však neochotně respektují.
Mimo jiné je Harry kuřák a alkoholik. Občas má svůj alkoholismus pod kontrolou, občas nikoliv. Následky jeho problémů ho ale někdy dovedly až k opakovaným konfliktům s jeho nadřízenými a některými kolegy. Moller, vedoucí Harryho oddělení a jeden z jeho nejbližších přátel, dokáže stále zabraňovat tomu, aby byl v důsledku toho vyhozen, především proto, že uznává, že Harry Hole je brilantní detektiv. Také zrovna Hole je jeden z mála od policie, kdo byl podroben speciálnímu výcviku ve vyšetřovacích technikách a střelných zbraních u FBI.
Hole má v Osloském policejním oddělení jen málo přátel; výjimkou jsou někteří zaměstnanci kriminalisticko-technického oddělení policie, jako Beáta Lonnová, kterou často využívá k zajištění důležitých informací v kritických situací, v nichž jsou vyžadovány odborné znalosti, a Bjorn Holm, další kvalifikovaný technik. Harry se také přátelí s Gunnarem Hagenem, jeho bývalým důstojníkem před případem zaznamenaném v románu Přízrak.
V mnoha ohledech hraje autorovo rodné město Oslo v románech s Harrym Holem hlavní roli. Většina detailů okolního prostředí těchto příběhů zahrnuje skutečná místa a lokality, a město je zobrazeno „bez příkras“, od Harryho oblíbených restaurací a klubů, které se zařazují do častého dopravního systému tzv. „Traffic Machine“, tzv. „real-life“ sídlo policejního oddělení, bazén ve Frogner Parku, k pronásledování neonacistů, drogově závislých a prostitutek. To vše živě popsal v různých románech v různých ročních obdobích - od sněžného a mrazivého počasí v zimě po vysoké teploty v obzvlášť teplém létě. Přátelé a známí Harryho Hola patří mezi obyvatele města z každého sociálního zázemí, včetně přistěhovalců z jiných různých částí světa a jeho spolužáci, jako například Oystein Eikeland - nejspíše člověk, s nímž si je Harry nejblíže.
Domovská adresa Harryho Hola je v Sofies Gate ve čtvrti Bislett, v Oslu. Poblíže jeho bydliště se nachází jeho oblíbená "osvěžovna", Restaurant Schroder v St. Hanshaugen, která se nachází ve většině románů. Měl vážný vztah s Rachel Fauke, jejíž syn, Oleg, hledí k Harrymu jako svému otci. Po případě zaznamenaném v románu Sněhulák byl jejich vztah vystaven velkému tlaku a částečnému nebezpečí.
„Hole“, jméno Harryho rodiny, je mimo jiné také název historického Norského města (Hole, Norsko), s dědictvím, které se vrací k Norským původům do doby Vikingů. Název byl odvozen od staroseverského slova Hólar, v množném čísle hóll („kulatý a izolovaný vrch“).

## Vystupování
- 1997: Netopýr (Flaggermusmannen) – Hole je poslán do Sydney, aby pomohl vyřešit australské policii případ sériového vraha norské dívky.
- 1998: Švábi (Kakerlakkene) – Hole je poslán do Thajska, kde má pomoci vyšetřit případ vraha norského velvyslance.
- 2000: Červenka (Rødstrupe) – Hole sleduje zabijáka plánujícího útok na vládního zřízence.
- 2002: Nemesis (Sorgenfri) – Hole řeší velkou bankovní loupež a zaplétá se do zdánlivé vraždy své bývalé přítelkyně.
- 2003: Pentagram (Marekors) – Hole vyšetřuje řadu sériových zabití a podezřívá policejního kolegu z trestné činnosti.
- 2005: Spasitel (Frelseren) – Hole je na stopě chorvatského útočníka, který zabil důstojníka Armády spásy během vánočního pouličního koncertu.
- 2007: Sněhulák (Snømannen) – Hole se snaží identifikovat a vyřešit případ prvního norského sériového vraha.
- 2009: Levhart (Panserhjerte) – Hole se vrací z exilu v Hongkongu a neoficiálně řeší případ sériového vraha.
- 2011: Přízrak (Gjerferd) – Hole se opět vrací z Hongkongu, aby se podíval na vraždu zjevně spáchanou jeho nevlastním synem Olegem, jeho vyšetřování ho vtáhne do osloské drogové scény.
- 2013: Policie (Politi) – Harryho metody jsou opět potřebné ke zjištění identity sériového vraha prohánějícího se osloskými ulicemi, zabíjejícího policisty, kteří dříve vyšetřovali staré případy.
- 2017: Žízeň (Tørst) – Policie dostala za úkol najít vraha, který na nějakou dobu zmizel, ale znovu se objevil jako vampýr.
- 2019: Nůž (Kniv) – Ranní opilecká amnézie a krev na rukou jsou jen začátkem kruté reality, ve které musí detektiv Hole čelit dávnému nepříteli i pádu na samotné dno.
- 2023: Zatmění (Blodmåne) - Harry je pryč pryč v LA. Zdá se, že ho nic nemůže přilákat zpět do Osla. Dokud se někdo z jeho blízkých nedostane do ohrožení.

## Jiná média
Film
- Sněhulák (Michael Fassbender jako Harry Hole)
- Pentagram (chystaný seriál Netflixu, scénář napsal sám Nesbø, Tobias Santelmann jako Harry Hole)